# Route 44 (Islande)
Pour les articles homonymes, voir Route 44.
La route 44 (Þjóðvegur 44) ou Hafnavegur est une route islandaise qui dessert la pointe occidentale de la Reykjanesskagi.

## Trajet
- Route 41
- Aéroport international de Keflavík
- -  vers Sandgerði et
- Hafnir
  -  - 525 vers Grindavík